# Carvalhal de Vermilhas
Carvalhal de Vermilhas is een plaats (freguesia) in de Portugese gemeente Vouzela en telt 229 inwoners (2001).

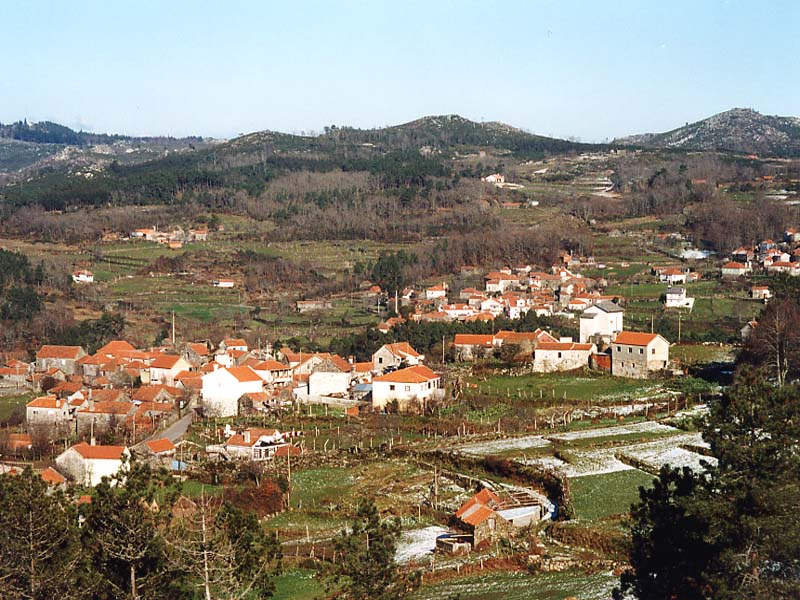
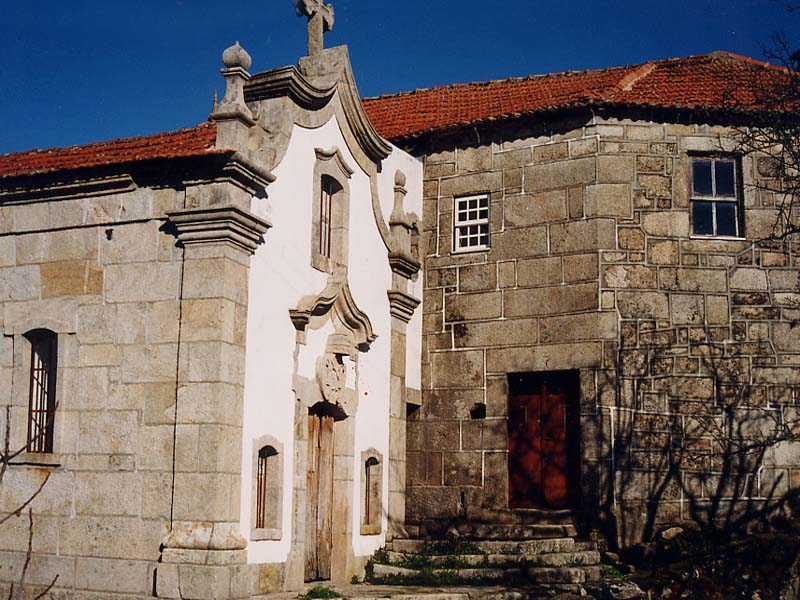